# Корабль в Индию (фильм)
«Корабль в Индию» (швед. Skepp till India land) — третий фильм шведского режиссёра Ингмара Бергмана, вышедший в 1947 году. Поставлен по одноимённой пьесе финского драматурга Мартина Седерйельма. Участник конкурсной программы второго Каннского фестиваля.

## Сюжет
Юханнес Блум спускается с борта белоснежного лайнера. Он вернулся в свой родной город — город, который он оставил долгих семь лет назад и который завтра утром он снова покинет. Его ничто не держит в этом городе, кроме одной девушки Салли, о которой он не мог забыть все эти семь лет. Он бродит по улицам ночного города, пока случайно не встречает свою старую знакомую Софи, которая приглашает его на чашечку кофе. Они весело болтают с Софи и другой старой знакомой Сельмой, пока Юханнес не узнаёт, что в соседней комнате живёт Салли. Дела Салли идут не лучшим образом, и она не рада видеть Юханнеса, он уходит. Заснув на берегу моря, он вспоминает, что же произошло в этом городе семь лет назад.
Юханнес живёт и работает на судне со своим отцом и матерью. Они занимаются подъёмом утонувших кораблей. На этот раз им достался особо сложный случай — баржа, основательно вросшая в дно. Но отца Юханнеса, капитана Александра Блума, это не особо беспокоит: он весело проводит время в городе, пьёт, дерётся и волочится за девушками. Там у него есть уютное гнёздышко, квартирка, стены которой увешаны фотографиями дальних тропических берегов, экзотическими масками, повсюду разложены удивительные раковины, а к потолку подвешена модель роскошного парусника. Сюда он водит девушек, рассказывая им о дальних странствиях. К нему, в эту квартирку, приходит его знакомая, певичка варьете Салли. Она беспокоится о капитане: у него проблемы с глазами, он слепнет. Он обещает ей увезти её к далёким тропическим берегам.
Завершив дело с затонувшей баржей, капитан Блум берёт с собой Салли на борт своего корабля. Здесь она встречает Юханнеса, сильную сутулость которого отец считает горбом. Несмотря на то, что Юханнес, напившись, грубо пристаёт к ней, Салли испытывает к нему сильную симпатию. Она влюбилась бы в него, но считает, что утратила способность любить. Она мечтает о меховом манто и маленькой собачке, о хорошей работе и богатом любовнике. Салли разочаровывается в капитане Блуме, она видит, что он жёсткий, безжалостный тиран, заржавевший на своей старой посудине. Он третирует сына, которого считает уродом, и не в грош не ставит свою жену Алис. Он ненавидит своих родных — они приковывают его к этому утлому судёнышку, а он всю жизнь мечтал увидеть другие края и подступающая слепота скоро лишит его последнего шанса.
Салли с Юханнесом возвращаются с мельницы, где они предались любви, и встречают раздражённого капитана Блума. Он бьёт сына и в первый раз встречает отпор. Мысль, что сын отобрал у него последнюю надежду, Салли, что он унизил и оскорбил его, совсем сводит с ума Блума. Он решает убить Юханнеса. Когда Юханнес спускается в водолазном костюме под воду, Блум перекрывает воздух, а заодно затапливает висящую на цепях баржу. Он бежит в город в своё убежище, разбивает всю свою коллекцию, растаптывает парусник. Всё кончено. В квартиру вламывается полиция. Заходит Юханнес — он не утонул. «Отец, пойдём со мной. Мы понимаем, ты болен, мы отвезём тебя в больницу». Блум не сопротивляется, он ослеп. Спускаясь по лестнице, собрав последние силы, он прыгает в окно.
Блум выжил. Юханнес свободен. Салли вернулась в варьете. Юханнес уезжает, но обещает вернуться и забрать её. Салли понимает, что любит его: он изменил её, но она не верит ему, — это невозможно им быть вместе. Воспоминания заканчиваются, Юханнес просыпается.
Он возвращается к Салли, желая исполнить обещание. Но сейчас, когда она видит Юханнеса в форме, выпрямившегося, без горба, она опять не верит ему — она уже не та, она недостойна его. Он преодолевает её сопротивление и забирает с собой на борт белоснежного лайнера.

## В ролях
- Хольгер Лёвенадлер (швед. Holger Löwenadler) — капитан Александр Блюм[1]
- Анна Линдаль (швед. Anna Lindahl) — Алис Блюм
- Биргер Мальмстен (швед. Birger Malmsten) — Юханнес Блюм
- Гертруд Фрид (швед. Gertrud Fridh) — Салли
- Наэми Бриесе (швед. Naemi Briese) — Сельма
- Йёрдис Петтерсон (швед. Hjördis Petterson) — Софи
- Лассе Кранц (швед. Lasse Krantz) — Ханс
- Ян Муландер (швед. Jan Molander) — Бертиль
- Эрик Хелль (швед. Erik Hell) — Пекка
- Оке Фриделль (швед. Åke Fridell) — директор варьете
- Дуглас Хоге (швед. Douglas Håge) — офицер таможни[2]

### Не указанные в титрах
- Ингмар Бергман — человек в берете на ярмарке

## История создания
После плодотворной работы над фильмом «Дождь над нашей любовью» продюсер Лоренс Мармстедт предложил Бергману следующий проект — экранизацию пьесы шведоязычного финского писателя Мартина Седерйельма «Корабль в Индию». Бергман весьма основательно переписал сценарий, написанный самим автором пьесы, и начались съёмки. На этот раз Бергман проявил бо́льшую самостоятельность, чем при съёмках предыдущего фильма, вопреки воли Мармстедта утвердив на главную женскую роль Гертруд Фрид. «В высшей степени одарённая актриса, обаятельная, некрасивая».
По окончании съёмок Бергман был уверен, что фильм удался и его ждёт успех. Фильм был представлен в конкурсной программе второго Каннского кинофестиваля, но успеха не добился. Шведская премьера состоялась 22 сентября 1947 года в кинотеатре «Роял». Копия, доставленная на премьеру, оказалась с испорченной звуковой дорожкой, а кроме того, во время показа перепутали части фильма. Фильм потерпел «сокрушительное фиаско».